# Anthony Blondell
Anthony Miguel Blondell Blondell (Cumaná, Estado Sucre, Venezuela; 17 de mayo de 1994) es un futbolista venezolano que juega como delantero y actualmente se encuentra sin equipo.

## Trayectoria

### Yaracuyanos FC
Anthony Blondell debutó como futbolista profesional en febrero de 2013 con Yaracuyanos FC,

### Monagas Sport Club
Para la temporada 2017, se incorpora al Monagas Sport Club por los próximos 3 años, procedente de Zamora FC, como refuerzo de cara al Torneo Apertura 2017, usando el número 17 de dorsal. El 25 de febrero del 2017, realiza su debut ante Mineros de Guayana. En el encuentro ante el Portuguesa FC, logró ejecutar su primer gol con el Monagas Sport Club, encuentro que finalizó 2 por 0, el 5 de marzo de 2017. Para el 16 de abril, Blondell concreta un gol ante Deportivo La Guaira. En un partido disputado en el Monumental de Maturín, el 7 de mayo celebra un gol en un juego con el Carabobo, encuentro que terminó 3 a 3. El 11 de mayo, logró anotar un gol contra el ACD Lara. Se puede añadir, que Blondell concretó dos goles en el Estadium Monumental de Maturín, ante el conjunto de Metropolitanos dando victoria al Monagas 4 a 1, el 14 de mayo de 2017. El 29 de mayo, vuelve a repetir un doblete ante el Zamora FC. Para el 10 de junio, logró anotar un gol en el partido de vuelta en la liguilla venezolana. En la misma competición ante el Caracas FC concretó un gol, donde ante la igualdad global venció por gol de visitante al Monagas Sport Club en la final del Torneo Apertura 2017, el 2 de julio.
En el Torneo Clausura de 2017, Blondel logró anotar un gol ante el equipo Aragua FC en el Monumental de Maturín, dando victoria uno a cero al Monagas SC, el 22 de julio.

### Whitecaps FC
El 1 de diciembre de 2017, se anunció el fichaje de Blondell por parte del equipo canadiense Vancouver Whitecaps FC hasta 2020, se afirmó que la contratación estuvo alrededor de  50.000 dólares.

### Huachipato
Se anuncia el 28 de enero de 2019, que el delantero llanero se marcha a jugar al cuadro chileno Huachipato, a través de un préstamo por toda la temporada, con opción de compra.

## Selección
- Ha sido internacional con la Selección de Venezuela en 1 ocasión.
- Su última nominación con la selección de Fútbol de Venezuela se produjo el 11 de octubre de 2017 por las Clasificatorias para el Mundial Rusia 2018 donde perdieron 0-1 con la Selección de Fútbol de Paraguay, donde fue suplente y no ingresó.

## Clubes
| Club                | País      | Temporadas |
| ------------------- | --------- | ---------- |
| Yaracuyanos         | Venezuela | 2012-2014  |
| Zamora              | Venezuela | 2014-2016  |
| Monagas             | Venezuela | 2016-2017  |
| Vancouver Whitecaps | Canadá    | 2018-2019  |
| Huachipato (cedido) | Chile     | 2019-2020  |
| FC Arouca           | Portugal  | 2020       |
| Cova da Piedade     | Portugal  | 2021       |
| Deportivo Pasto     | Colombia  | 2021       |
| Monagas             | Venezuela | 2022-2023  |

### Estadísticas
- Última actualización el 2 de diciembre de 2017.

| Equipo              | Temporada           | Liga doméstica   | Liga doméstica   | Copas doméstica | Copas doméstica | Competición extranjera | Competición extranjera | Total | Total |
| Equipo              | Temporada           | PJ               | Goles            | PJ              | Goles           | PJ                     | Goles                  | PJ    | Goles |
| Venezuela           | Venezuela           | Primera División | Primera División | Copa Venezuela  | Copa Venezuela  | CONMEBOL               | CONMEBOL               | PJ    | Goles |
| ------------------- | ------------------- | ---------------- | ---------------- | --------------- | --------------- | ---------------------- | ---------------------- | ----- | ----- |
| Yaracuyanos FC      | 2012-2013           | 19               | 4                |                 |                 |                        |                        | 19    | 4     |
| Yaracuyanos FC      | 2013-2014           | 21               | 1                |                 |                 |                        |                        | 21    | 1     |
| Yaracuyanos FC      | Total               | 40               | 5                |                 |                 |                        |                        | 40    | 5     |
| Zamora FC           | 2014-2015           | 20               | 3                |                 |                 |                        |                        | 20    | 3     |
| Zamora FC           | 2015                | 5                | 1                |                 |                 | 3                      |                        | 8     | 1     |
| Zamora FC           | 2016                | 7                | 1                | 2               |                 |                        |                        | 9     | 1     |
| Zamora FC           | Total               | 32               | 5                | 2               |                 | 3                      |                        | 37    | 5     |
| Monagas SC          | 2017                | 33               | 23               |                 |                 |                        |                        | 33    | 23    |
| Monagas SC          | Total               | 33               | 23               |                 |                 |                        |                        | 33    | 23    |
| Total de su carrera | Total de su carrera | 105              | 33               | 2               |                 | 3                      |                        | 110   | 33    |

## Palmarés

### Campeonatos nacionales
| Título                        | Club    | País      | Año  |
| ----------------------------- | ------- | --------- | ---- |
| Primera División de Venezuela | Zamora  | Venezuela | 2016 |
| Torneo Corto de Venezuela     | Zamora  | Venezuela | 2016 |
| Torneo Apertura               | Monagas | Venezuela | 2017 |
| Primera División de Venezuela | Monagas | Venezuela | 2017 |